# Last Days of Disco – Nachts wird Geschichte gemacht
Last Days of Disco – Nachts wird Geschichte gemacht ist eine US-amerikanische Filmkomödie von Whit Stillman aus dem Jahr 1998.  The Last Days of Disco, Metropolitan und Barcelona des Regisseurs werden häufig als eine Trilogie angesehen.

## Handlung
Einige junge Menschen leben am Anfang der 1980er Jahre in New York City, sie haben gerade ihr College abgeschlossen, stehen am Anfang ihres Berufslebens und verbringen die Nächte in einem im Film nicht weiter benannten Nachtclub. Unter ihnen ist auch Josh Neff, der als Staatsanwalt nach einem im Club tätigen Drogendealer sucht, einer der Freunde ist dort Manager. Charlotte Pingress flirtet mit zwei Männern: Mit dem Anwalt Tom Platt und mit dem Werbefachmann Jimmy Steinway.
Am Ende des Films wird die Einrichtung geschlossen, was die Besucher nicht wahrhaben können.

## Hintergrund
Carolyn Farina, Taylor Nichols, Fred Neff und Sally Fowler haben jeweils Cameo-Auftritte, in der sie ihre Figuren aus Stillmans vorherigen Filmen Metropolitan und Barcelona verkörpern. So geben Nichols in der Rolle des aus Barcelona kommenden Geschäftsmannes Ted Boynton und dessen Freundin Betty (Debbon Eyer) dem arbeitslosen Jimmy den Hinweis, es bei einer Firma in Barcelona zu versuchen.

## Kritiken
Jay Carr schrieb im Boston Globe, man würde sich an den Film wegen der intelligenten Dialoge und wegen des Soundtracks erinnern. Das Ende des Nachtclubs bedeute auch das Ende der Jugend der Charaktere. Chloë Sevigny und Kate Beckinsale würden „symbiotisch“ zusammenarbeiten.
Kenneth Turan schrieb in der Los Angeles Times, der Regisseur Whit Stillman mache „wundervolle“ Filme über die unsicheren jungen Menschen. Die Charaktere seien ähnlich präzise gezeichnet wie die Charaktere in den Romanen von Jane Austen. Turan lobte die Darstellung von Kate Beckinsale, die, obwohl Britin, im Film akzentfrei spreche.

## Auszeichnungen
Kate Beckinsale erhielt im Jahr 1999 den London Critics Circle Film Award. India wurde im Jahr 1999 für den Song I Love The Night Life für den ALMA Award nominiert.